# جیمی پدرو
جیمی پدرو (انگلیسی: Jimmy Pedro؛ زادهٔ ۳۰ اکتبر ۱۹۷۰) جودوکار اهل ایالات متحده آمریکا بود.
وی در مسابقات کشوری و بین‌المللی در مجموع برندهٔ ۷ مدال طلا و ۵ مدال برنز شده‌است. 